# Der Zauberer Sulphurelectrimagneticophosphoratus
Der Zauberer Sulphurelectrimagneticophosphoratus und die Fee Walpurgiblocksbergiseptemtrionalis oder Die Abenteuer in der Sclaverey oder Asiatische Strafe für europäische Vergehn oder Des ungerathnen Herrn Sohns Leben Thaten und Meinungen, wie auch seine Bestrafung in der Sclaverey und was sich alldort ferneres mit ihm begab ist eine Zauberposse mit Gesang in drei Acten von Johann Nestroy. Das Stück entstand 1833 und wurde am 17. Jänner 1834 als Benefizabend für Nestroys Lebensgefährtin Marie Weiler im Theater an der Wien aufgeführt.
Ursprünglich trug das Stück den Titel Robert der Teuxel, doch wurde dies wegen der Verwechslungsgefahr mit Nestroys gleichnamiger Parodie auf Giacomo Meyerbeers Oper Robert le diable für die Aufführungen geändert (siehe Werksgeschichte).

## Inhalt
Die Inhaltsangabe folgt der ursprünglichen Fassung von 1833.
Da sie wegen der Unbotmäßigkeit ihres Sohnes Robert die gesellschaftliche Bloßstellung fürchten, bitten Herr und Frau Pastetenberg die mächtige Fee Walpurgiblocksbergiseptemtrionalis zu Hilfe.

„Nur das einzige bitt ich, wenn sie ihn bessern, dass ihm nur nicht zu hart geschieht, denn er ist zwar ein abscheulicher Pursch, aber doch unser bester Sohn, weil wir keinen andern haben, als den.“

Die Fee zaubert Robert und seinen Lauffer Sebastian Plumpsack zur Buße auf einen ostindischen Sklavenmarkt.
Der ist ein Spiegelbild der Gebräuche des Wiener Naschmarktes und die Gesellschaft Ostindiens besteht nur aus Herren und Sklaven. Sebastian hat auf diesem Markt mehr Wert als sein Herr Robert. An den reichen Alib-Memeck, der für alles ein einziges Rezept kennt, nämlich „Hundert mitn Bambusröhrl“, wird Sebastian verkauft und er versteht es, durch Schwindeleien zu dessen Leibsklaven und Ratgeber aufzusteigen. Robert kommt ins Haus des tyrannischen Indigo, wo er sich sofort in dessen Tochter Emma verliebt. Doch die Fee kehrt alle seine Versuche, sie durch mutige Taten zu erringen und die Freiheit zu erlangen, ins Gegenteil um. Er muss sogar seinen ehemaligen Diener bei Tisch bedienen. Erst als er in tiefster Verzweiflung sein bisheriges Leben bereut, werden die beiden mit Emma wieder nach Hause zurückgezaubert.

„Erfüllt ist dein Urtheilsspruch, geendet deine Strafe; nun sollst du gebessert dich des schönsten Glückes freun.“

Die Titelfigur Sulphurelectrimagneticophosphoratus spielt im Stück lediglich eine unbedeutende Rolle als einfältiger Gatte der alles lenkenden Fee.

## Werksgeschichte
Nestroys Quelle war Robert der Teufel. Romantisches Schauspiel in fünf Aufzügen von Ernst Raupach, das am 12. März 1833 ohne großen Erfolg im Wiener Burgtheater uraufgeführt worden war. Nach drei Vorstellungen wurde es wieder aus dem Spielplan genommen. Schon im April und noch einmal im Mai desselben Jahres wurde Nestroys Parodie angekündigt, sie kam allerdings erst 1834 auf die Bühne. Grund war der Erfolg von Meyerbeers Oper Robert le diable 1833 in Wien, an den sich Direktor Carl Carl rasch anhängen wollte. Er zog deshalb Nestroys Meyerbeer-Parodie Robert der Teuxel vor und ließ die gleichnamige Raupach-Parodie vorerst noch liegen. Das war auch der Grund für die Titeländerung in Der Zauberer Sulphurelectrimagneticophosphoratus und sogar die Hauptfigur wurde in der letztlich verwendeten Bühnenfassung in Heinrich umbenannt. Auf dem Theaterzettel wurde auch jeder Hinweis auf die Vorlage vermieden.
Nestroys Parodie von Raupachs ohnehin schwachem Werk war ebenfalls ein sehr mäßiges Stück, das außerdem viel zu spät – fast ein Jahr nach der Uraufführung des Originals – aufgeführt wurde. Aus der rührseligen Geschichte um den Herzog der Normandie und der Läuterung seines wilden Sohnes machte Nestroy eine bürgerliche Posse, die spöttisch mit Raupachs romantischem Text umgeht. Der heilige Einsiedler wurde durch die skurrile Fee Walpurgiblocksbergiseptemtrionalis ersetzt, aus Raupachs Italien ein sehr wienerisch gezeichnetes Ostindien. Verdoppelt ist alles durch die neu erfundene Person des Lauffers Plumpsack, der mit seinem Herren Robert die Strafe teilen muss, sich aber listig und lügenhaft in eine bessere Lage versetzt. Teile seiner eigenen nie aufgeführte Zauberposse Genius, Schuster und Marqueur von 1832 hat Nestroy ebenfalls für dieses Werk verwendet.
Bei den Aufführungen von 1834 spielte Johann Nestroy den Alib-Memeck, Wenzel Scholz den Sebastian Plumpsack, Direktor Carl die Hauptfigur Heinrich (Robert der Teufel), Friedrich Hopp den Sulphurelectrimagneticophosphoratus, Eleonore Condorussi das Stubenmädchen Lisette und Marie Weiler die Sklavin Fatime.
Fünf Jahre später wagte Carl 1839 eine neuerliche Aufführung, die von Wenzel Scholz als Benefizabend genützt wurde. Diesmal war Raupachs Stück als Vorlage auf dem Theaterzettel angegeben.
Das Theatermanuskript aus dem ursprünglichen Besitz des Carltheaters befindet sich in der Handschriftensammlung der Österreichischen Nationalbibliothek, die Originalpartitur von Adolf Müller in der Wienbibliothek im Rathaus.

## Zeitgenössische Rezeption
Sowohl das Publikum als auch die Kritiker lehnten das Stück stürmisch und ganz entschieden ab. In der Wiener Theaterzeitung Adolf Bäuerles war am 20. Jänner 1834 zu lesen:

„Die ersten zwei Acte und die größere Hälfte des dritten gingen unter beständigem Toben vorüber und fast hätte der Unwille des Publikums es dahin gebracht, dass die Comödie gar nicht zu Ende gespielt worden wäre.“

Der Nestroy ohnehin nicht gewogene Theaterkritiker Franz Wiest schrieb am 23. Jänner im Sammler unter Anspielung auf den Namen des Titelhelden:

„Die Zauberposse hat nichts Schwefliges an sich – lauter Pech – nichts Elektrisches – nur Betäubendes – nichts Magnetisches – nur Zurückstoßendes – und so viel Phosphor, dass sich der Verfasser dabey selbst die Hand verbrannt hat.“

Auch die Musik von Adolf Müller wurde von demselben mit „geht von den türkischen Misstönen ganz betäubt nach Hause“ kritisiert. Lediglich die Verwandlungsszenen Carls in einen Franzosen und eine Französin fanden Beifall bei Publikum und Kritik.

## Spätere Interpretationen
Otto Rommel reiht das Werk in der Kategorie jener Parodien ein, „die sich des Zauberapparates bedienen“. Dazu zählte er auch Nagerl und Handschuh, Der gefühlvolle Kerckermeister, Zampa der Tagdieb und Robert der Teuxel.
Bei Brukner/Rommel wird eine Reihung unter die Parodien allerdings bereits abgelehnt, da dem Stück das Wesen dazu fehle. Sie gehöre in die für das Alt-Wiener Volkstheater eigentümliche Zwischenform, die „das Gerüst eines ernsthaften Stückes beibehält, aber es mit dem heiteren Leben der lokalen Zauberposse bekleidet, ohne irgendwelche Kritik des Originals zu beabsichtigen“.
Barbara Rita Krebs gibt an, dass Der Zauberer Sulphurelectrimagneticophosphoratus zu den fünf am ärgsten durchgefallenen Stücken Nestroy zählt, die vier anderen wären Eine Wohnung ist zu vermiethen in der Stadt (1837), Nur Ruhe! (1843), Die lieben Anverwandten (1848) und Heimliches Geld, heimliche Liebe (1853).
Als Grund dafür nennt Krebs die von der Zensur beschnittene und von Direktor Carl, möglicherweise auch von Wenzel Scholz, mit „Drolerien“ versehene Bühnenversion, die von der (besseren?) Nestroyschen Urfassung ziemlich verschieden war. Das Publikum sei allerdings von Nestroy selbst mit der neuen Form der Gesellschaftssatire – direkt gegen das feudal-ständische Gesellschaftsverständnis des gehobenen Teils dieses Publikums gerichtet – überfordert worden. Auch die den Zusehern völlig ungewohnte neue Rolle Nestroys selbst, verbunden mit seinem erstaunlich späten Auftreten, verstörte. Man erwartete von seinem Publikumsliebling eine witzige, wortgewaltige Figur und erhielt stattdessen einen einfältigen, lethargischen, Plattitüden plappernden Orientalen vorgesetzt.